# Гумпрехт фон Хепендорф
Гумпрехт I фон Хепендорф (на немски: Gumprecht (Guptas) I von Heppendorf; † сл. 1 септември 1381) е господар на Хепендорф, Алпен, Гарздорф и наследствен фогт на Кьолн (1357/1359 – 1379/1380).
Той е син на рицар Рюдигер/Рутгер II фон Хепендорф, господар на Арпен, наследствен фогт на Кьолн († 1353), и съпругата му Алверадис фон Гарздорф († 1357), дъщеря на Гумпрехт фон Гарздорф († сл. 1351). Внук е на рицар Герхард III фон Хепендорф-Алпен, наследствен фогт на Кьолн († сл. 1318) и Кунигунда фон Алпен († сл. 1294). Брат е на Герхард IV (VII) фон Хепендорф-Алпен († 1357/59), фогт на Кьолн (1350 – 1357/1359).
От 1371 г. Гумпрехт е в конфликт с архиепископ Фридрих III фон Сарверден, който 1372/1373 г. завладява Гарздорф, Мерцених и Рьозберг. През 1373 г. той е свален като наследствен фогт,. През 1374 г. той е одобрен чрез император Карл IV. От 1374 до 1378 г. той е в затвор в Годесберг и след това отново получава наследствения фогтай.

## Фамилия
Гумпрехт фон Хепендорф се жени пр. 17 март 1356 г. за София фон Мьорс († 21 юли 1366), вдовица на Хайнрих фон Гарздорф/Герщорп († 25 юли 1355), дъщеря на граф Дитрих IV фон Мьорс († 5 февруари 1346) и Кунигунда фон Фолмещайн († сл. 1339). Бракът е бездетен.
Гумпрехт фон Хепендорф се жени втори път сл. 21 юли 1366 г. за Елизабет фон Марк († сл. 1369), дъщеря на граф Адолф II фон Марк († 1347) и Маргарета фон Клеве († сл. 1348) / или дъщеря на Герхард фон дер Марк-Родихем († сл. 1335) и Елизабет дьо Дамартен. Те имат шест деца:
- Гумпрехт II фон Хепендорф († сл. 18 май 1422), женен за Свенолд фон Харф († сл. 1410), наследен е от племенникът му Гумпрехт I фон Нойенар
- Герхард V фон Хепендорф († пр. 19 февруари 1403), женен за Катарина фон Дик († 1443)
- Рюдигер III фон Хепендорф († 16 юни 1412), женен за Луитгард фон Мирлаер († 1425)
- Хайнрих фон Хепендорф-Маубах († 6 април 1405)
- Алверадис/Алберадис фон Хепендорф, дама фон Алпен († сл. 1416), омъжена за граф Йохан III (IV) фон Нойенар-Рьозберг († 1405)
- Елизабет фон Хепендорф († сл. 1380), омъжена I. за Хайнрих фон Куезин († пр. 1380), II. за Хилгер Кватермонт фон дер Щесен († сл. 1380)